# Australosymmerus pedifer
Australosymmerus pedifer är en tvåvingeart som först beskrevs av Edwards 1940.  Australosymmerus pedifer ingår i släktet Australosymmerus och familjen hårvingsmyggor. Inga underarter finns listade i Catalogue of Life.